# Chrome (banda)
Chrome es una banda de rock fundada en San Francisco, Estados Unidos en 1976 por el músico Damon Edge y asociada con el movimiento post-punk de la década de 1970. El sonido crudo del grupo combinaba elementos de punk, psicodelia y música electrónica e industrial temprana, incorporando temas de ciencia ficción, experimentación con cintas, guitarras de rock acido distorsionada y ruido electrónicos. Se les ha citado como precursores del boom de la música industrial y el rock industrial de la década de 1980.
Encontraron poco éxito comercial como parte de la escena musical de la década de 1970 en San Francisco, pero desarrollaron seguidores de culto en el Reino Unido y Alemania tras el lanzamiento de los LP Alien Soundtracks (1977) y Half Machine Lip Moves (1979). Edge murió en 1995; posteriormente, el guitarrista Helios Creed ha revivido el nombre de Chrome para grabaciones e interpretaciones.

## Historia
Chrome fue formado en 1975 por Damon Edge (nombre real Thomas Wisse: batería, voz, sintetizadores, producción) y Gary Spain (bajo, violín) en San Francisco, Estados Unidos. Mientras estudiaba en el Instituto de Artes de California, Edge se vio influenciado por hacer sonidos inusuales; esto progresó después de un viaje a Marruecos donde escuchó mucha música árabe. En su cabeza, comenzó a poner un ritmo detrás de la música y comenzó a pensar en ideas para canciones. La música de Chrome contenía mucha atmósfera en la producción de sonidos, con melodías de tres y ocho notas, generalmente en capas con un dron atonal respaldado por una sección de ritmos. Este tipo de atmósfera estaba influenciada por la música que había escuchado en Marruecos. Aproximadamente seis meses después de ese viaje, Edge comenzó a formar una banda y a grabar su nueva música.
Chrome tomó parte de inspiración para su música áspera y a veces caótica de pioneros del punk rock como The Stooges. Posteriormente Grabaron y lanzaron su primer álbum The Visitation, junto con John Lambdin (guitarra) y Mike Low (guitarra, voz). Después de grabar The Visitation, Edge envió el álbum a Warner Records  para ver si querían lanzarlo. Un representante de Warner Records le dijo a Edge que el álbum sonaba como un "álbum de Doors arruinado", sin embargo para Damon Edge, esto fue un cumplido. El sello no lanzó el álbum, por lo que Edge creó su propio sello, Siren Records. Después de la grabación del primer álbum, el cantante Mike Low dejó la banda, para ser reemplazado por el nuevo guitarrista Helios Creed.
El avance artístico y comercial de Chrome se produjo en 1977 con su segundo álbum Alien Soundtracks. El álbum comenzó con Ultra Soundtrack, una banda sonora para un espectáculo de striptease radical de San Francisco, pero fue rechazado por ser demasiado radical. Durante la grabación, Chrome, con la ayuda de la aportación de Creed, abandonó en gran medida las composiciones de rock convencionales, y en su lugar empleó técnicas de cut-up y collage y un sonido muy procesado para crear una especie de estilo punk de ciencia ficción. El álbum recibió 4 de 5 estrellas en el periódico musical británico Sounds, y Chrome comenzó gradualmente a ganar una reputación de culto en el Reino Unido y en Europa.
Después de grabar Alien Soundtracks, John Lambdin dejó la banda. Su tercer álbum de estudio, Half Machine Lip Moves, fue lanzado en 1979. Half Machine Lip Moves continuó en la línea del álbum anterior, pero más pesado, con la guitarra de respuesta de Creed más en primer plano. La batería brusca y lista de Edge en este álbum incluyó golpear trozos de chatarra. Half Machine Lip Moves sigue siendo su trabajo más conocido. Fue incluido en el puesto 62 en la lista The Wire de "100 discos que incendiaron el mundo (mientras nadie escuchaba)" y ademas, fue citado como el comienzo del rock industrial.
Half Machine Lip Moves y su EP de 1979 Read Only Memory cimentaron la creciente reputación de la banda en el Reino Unido y llevaron a la banda a firmar con Beggars Banquet Records para su cuarto álbum, Red Exposure. En ese momento, Chrome consistía únicamente en Edge y Creed. El álbum marcó un alejamiento del estilo más frenético de los dos álbumes anteriores, con un mayor uso de cajas de ritmos y sintetizadores.
En 1980, Edge conoció a la cantante Fabienne Shine, ex integrante de la banda Shakin 'Street, y se casó con ella dos meses después. Continuó colaborando con él en varios álbumes de Chrome; su voz aparece en el álbum 3rd from the Sun.
Después de un nuevo EP y single, Chrome se expandió nuevamente a un cuarteto con la adición de la nueva sección rítmica de John y Hilary Stench (apellido real: Haines). Esta formación existió alrededor de 1980-1983 y produjo los álbumes Blood on the Moon (1981) y 3rd from the Sun (1982), y el nuevo material que comprende el quinto LP de la colección Chrome Box de 1982 (subtitulado Chronicles I y Chronicles II). . El material de Chronicles también se lanzó en Francia como un álbum titulado Raining Milk, y luego se reeditaría en versiones mucho más largas en los distintos álbumes Chronicles I y Chronicles II. La canción principal de 3rd from the Sun fue cubierta por la banda Prong en su álbum de 1989 Beg to Differ.
En 1983, Edge se mudó a París. Shine le presentó a su banda y se formó una nueva alineación de Chrome. Edge y su esposa se separarían más tarde. Edge continuó lanzando álbumes con varios músicos (principalmente con sede en Europa) bajo el nombre de Chrome durante la próxima década.
En agosto de 1995, Edge fue encontrado muerto en su apartamento de Redondo Beach en California; la causa de la muerte fue insuficiencia cardíaca. Edge había estado en contacto con Creed y habló sobre la reformación de Chrome.
Después de que ella y Edge se separaron, Shine continuó componiendo canciones. En 1997, después de la muerte de Edge, lanzó un álbum titulado No Mad Nomad. El título se refería a su difunto esposo. En 2004, comenzó a trabajar y hacer giras nuevamente con Creed.
Una versión de Chrome dirigida por Creed que contó con los miembros anteriores John y Hilary Stench lanzó una serie de álbumes y estuvo de gira entre 1997 y 2001. Creed luego reactivó el nombre de Chrome nuevamente, publicando un nuevo álbum, Feel It Like a Scientist, en 2014.
El siguiente álbum del grupo, Techromancy, fue lanzado el 21 de abril de 2017, seguido de una gira por Estados Unidos.
A partir de 2018, la alineación actual de Chrome consistía en Creed, Tommy Grenas, Aleph Omega, Lux Vibratus, Lou Minatti y Steve Fishman.

### Influencia
Chrome a pesar de su éxito de forma independiente, la influencia del grupo ha sido de: Nine Inch Nails, MGMT, Steve Albini, Pavement, The Jesus Lizard, Osees, Unwound y Butthole Surfers; citaron a Chrome como una de sus mayores influencias.

## Integrantes

### Formación Actual
- Helios Creed - vocal, guitarra eléctrica, bajo, teclados, sintetizador, piano, campanas (1977 - 1982, 1995 - actualmente)
- Fernando Perdomo - bajo, batería, sintetizador, mellotron, estilófono, percusión, vocal de apoyo (2021 - actualmente)

### Ex-integrantes
- Damon Edge - vocal, guitarra eléctrica, sintetizador, teclados, órgano, batería, batería de programación, percisión, efectos (1976 - 1995) (fallecido en 1995)
- Gary Spain - guitarra, bajo, vocal de apoyo, teclados, violin (1976 - 1979)
- John Lambdin - guitarra, bajo, vocal de apoyo, sintetizador, mandolina, violin, instrumento de cuerda (1976 - 1978)
- Mike Low - guitarra, bajo, vocal de apoyo, sintetizador (1976)
- John Stench - batería (1981 - 1982, 1996 - 1998)
- Hilary Stench - bajo (1981 - 1982, 1996 - 1998, 2021)
- Fabienne Shine - vocal de apoyo (1981 - 1988)
- Renaud Thorez - bajo (1984 - 1985)
- Patrick Imbert - batería, batería electrónica (1984 - 1990)
- Remy Devilla - guitarra eléctrica (1984 - 1990)
- Olivier Caudron - sintetizador (1985)
- Bab - bajo (1986)
- Plume - batería (1986)
- Cliff Martin - guitarra eléctrica, sintetizador, bajo eléctrico (1988 - 1990)
- Pierre Roussel - bajo eléctrico (1984 - 1990)
- Philippe Sautour - sintetizador (1987)
- Paul Della Pelle - batería (1997 - 1998)
- Nova Cain - guitarra (1997)
- Z. Silver - sintetizador (1997)
- Buz Deadwaxx - guitarra eléctrica (1997 - 1998)
- Rodney Dangerous - bajo eléctrico (1997)
- Anne Dromeda - ? (? - ?)
- Aleph Omega - batería, percusión (1997 - 2021)
- Lou Minatti - guitarra (2012 - 2021)
- Tommy L. Cyborg - sintetizador, teclados, vocal de apoyo (1997 - 2021)
- Lux Vibratus - bajo (2007 - 2021)
- Steve Fishman - ? (? - ?)

## Discografía

### Álbumes de Estudio
Periodo original
- 1976: "The Visitation" (Siren Records)

Periodo Edge/Creed
- 1977: "Alien Soundtracks" (Siren Records)
- 1979: "Half Machine Lip Movies" (Siren Records)
- 1980: "Red Exposure" (Beggars Banquet Records)
- 1981: "Blood on the Moon" (Don't Fall Off the Mountain, Beggars Banquet Records)
- 1982: "3rd from the Sun" (Siren Records)

Periodo Damon Edge
- 1984: "Into the Eyes of the Zombie King" (Mosquito)
- 1985: "Another World" (Dossier Records)
- 1986: "Eternity" (Dossier Records)
- 1986: "Dreaming in Sequence" (Dossier Records)
- 1988: "Alien Soundtracks II" (Dossier Records)
- 1988: "One Million Eyes" (Dossier Records)
- 1990: "Mission of the Entranced" (Dossier Records)
- 1994: "The Clairaudient Syndrome" (Dossier Records)

Periodo Helios Creed
- 1997: "Retro Transmision" (Cleopatra Records)
- 1998: "Tidal Forces (No Humans Allowed Pt. II)" (Man's Ruin Records)
- 2002: "Ghost Machine" (Dossier Records)
- 2002: "Angel of the Clouds" (Dossier Records)
- 2008: "Dark Matter: Seeing Strange Lights" (Cleopatra Records)
- 2014: "Feel It Like a Scientist" (King of Spades Records)
- 2017: "Techromancy" (Cleopatra Records)
- 2021: "Scaropy" (Cleopatra Records)
- 2023: "Blue Exposure" (Cleopatra Records)

### EP's
Periodo Edge/Creed
- 1979: "Read Only Memory" (Siren Records)
- 1981: "Inworlds" (Don't Fall Off the Mountain, Beggars Banquet Records)

Periodo Helios Creed
- 1996: "Third Seed from the Bud" (Man's Ruin Records)

### Recopilaciones
Periodo Edge/Creed
- 1979: "Subterranean Modern" (Ralph Records) (en colaboración con Tuxedomoon, MX-80 y The Residents)
- 1982: "Chrome Box" (Subterranean Records)
- 1982: "No Humans Allowed" (Expanded Music)
- 1983: "Raining Milk" (Mosquito)
- 1987: "The Chronicles I"" (Dossier Records)
- 1987: "The Chronicles II" (Dossier Records)
- 1990: "Half Machine Lip Moves/Alien Soundtracks" (Touch and Go Records)
- 1995: "Having a Wonderful Time with the Tripods" (Dossier Records)
- 2004: "Anthology 1979-1983" (Cleopatra Records)
- 2013: "Half Machine from the Sun - The Lost Tracks from '79-'80" (King of Spades Records)

Periodo Damon Edge
- 1985: "The Lyon Concert" (Atonal Records)
- 1987: "Live in Germany" (Dossier Records)
- 1990: "Liquid Forest" (Dossier Records)
- 1995: "Having a Wonderful Time in the Juice Dome" (Dossier Records)
- 2016: "Chrome Box II: 1983-1995" (Cleopatra Records)

Periodo Helios Creed
- 1999: "Chrome Flashback/Chrome Live: The Best Of" (Cleopatra Records)
- 2000: "Chrome & Friends" (Cleopatra Records)

### Sencillos
Periodo Edge/Creed
- 1980: "New Age" (Cleopatra Records)
- 1982: "Firebomb" (Siren Records)
- 1982: "Anorexic Sacrifice" (Subterranean Records)

Periodo Helios Creed
- 1997: "Torque Pound" (split con Man or Astro-man?) (Gearhead Records)

- Datos: Q1087640
- Multimedia: Chrome / Q1087640